# Annika Murjahn
Annika Murjahn (n. 19 aprilie 1978, Freiburg im Breisgau, Germania) este o actriță germană. Ea a devenit cunoscută prin rolul "Zoé Voss" pe care l-a jucat în serialul "Marienhof" între anii 1997 - 1999. Annika Murjah a lucrat deja la 14 ani ca fotomodel. După promovarea bacalaureatului și actoriei apare în seriale ca: Tatort, Sinan Toprak, Wilder Kaiser, SOKO 5113, Der letzte Zeuge, Die Rosenheim-Cops și Die Wache. Ea mai jucat în filmele produse după romanele Rosamunde Pilcher, sau Autobahnraser și Brothers Grimm.